# Dream Island (Antarktika)
Dream Island (sinngemäß aus dem Englischen übersetzt Trauminsel) ist eine Insel vor der Südwestküste der Anvers-Insel im westantarktischen Palmer-Archipel. Sie liegt 1,5 km südöstlich des Kap Monaco in der Einfahrt zur Wylie Bay.
Die hydrographische Vermessungseinheit der Royal Navy nahm zwischen 1956 und 1957 eine geodätische Vermessung der Insel vor. Das UK Antarctic Place-Names Committee benannte sie 1959 nach ihrem idyllischen Aussehen, das ihr insbesondere in den antarktischen Sommermonaten durch eine Höhle, einen Wasserfall und Grünflächen aus Gras und Moos verliehen wird.